# Crocidurins
Els crocidurins (Crocidurinae) són una de les tres subfamílies de la família de les musaranyes (Soricidae).
A diferència dels soricins, la capa externa de les seves dents és blanca. Aquestes espècies se solen donar a Àfrica i el sud d'Europa i Àsia. Aquesta subfamília inclou la musaranya més gran, la musaranya casolana (Suncus murinus), amb uns 15 cm de llargada i la més petita, la musaranya etrusca (Suncus etruscus), amb uns 3,5 cm de llarg i 2 grams de pes, possiblement el mamífer més petit del món (tot i que alguns consideren que ho és el craseonicteri de nas porcí. Crocidura és el gènere de mamífers que conté més espècies.
Quan cal moure les cries abans que siguin independents, la mare i les cries formen una cadena o «caravana», en què cada animal s'agafa al darrere del que va al davant. Aquest comportament també ha estat observat en algunes espècies de Sorex.